# インペトゥオーソ級駆逐艦
インペトゥオーソ級駆逐艦（イタリア語: Cacciatorpedinieri Classe Impetuoso）は、イタリア海軍が運用していた駆逐艦の艦級。第二次世界大戦後初めての国産駆逐艦である。
先に起工された艦の名からインドミト級駆逐艦（イタリア語: Cacciatorpedinieri Classe  Indomito）とも呼称される。

## 来歴
本級は、イタリア共和国憲法体制下のイタリア海軍（Marina Militare Italiana）として初めての国産駆逐艦であり、第一次五カ年計画中の1950-51年計画によって建造された。1950年2月に2隻が発注され、建造は1952年4月24日より着手された。

## 設計
設計はおおむね、大戦末期に建造されていたコマンダンテ・メダリエ・ドロ級のものが踏襲されている。ただし機関部にはアメリカ海軍のギアリング級の影響が指摘されており、主機関は2段減速式のギアード・タービン、ボイラーはフォスター・ホイーラー社製で、蒸気性状は、圧力50 kgf/cm2、温度450℃であった。海上公試では、満載状態で35ノットを記録している。
センサおよび兵装は、同時期のアメリカ海軍の対潜駆逐艦に準じているが、対潜兵器のみ、国産のメノン対潜迫撃砲が採用されており、艦橋構造物直前の01甲板レベルに搭載した。主砲としては38口径12.7cm連装緩射砲を艦首・艦尾甲板に1基ずつ搭載し、艦首側の主方位盤としてMk.57、艦尾側の副方位盤としてMk.37による射撃指揮を受けた。また高角機銃としては56口径40mm機銃を4連装砲架2基および連装砲架2基として各所に搭載している。
続く第二次五カ年計画で建造する駆逐艦は、本級を元に拡大させてターター・システムを搭載するなどした発展型であるインパヴィド級とされた。また本級についても、1960年代には、主砲を54口径127mm単装速射砲（Mk.42 5インチ砲）に換装するとともにターター・システムを搭載する改装が計画されたものの、こちらは実現しなかった。

## 同型艦一覧
| #     | 艦名                       | 造船所               | 起工       | 就役       | 退役       |
| ----- | -------------------------- | -------------------- | ---------- | ---------- | ---------- |
| D 558 | インペトゥオーソ Impetuoso | CNR リヴァ・トリゴソ | 1952年 5月 | 1958年 1月 | 1983年     |
| D 571 | インドミト Indomito        | アンサルド           | 1952年 4月 | 1958年 2月 | 1980年11月 |